# 大阪市立野田中学校
大阪市立野田中学校（おおさかしりつのだちゅうがっこう）は、大阪府大阪市福島区吉野にある公立中学校。エレベーターやスロープの設置など、校舎にはバリアフリー化が施されている。

## 沿革
1947年の学制改革に伴い、福島区内に設置された新制中学校3校のうちの1校・大阪市立新家中学校として現在地に開校した。
学校敷地は、太平洋戦争の戦災に伴う校舎被災および児童減少によって廃校になった旧大阪市新家国民学校（1947年大阪市立吉野小学校に統合）の跡地を転用している。また学校発足当初は、義務制となった1947年度1年生に加えて、義務制ではなかった2年生・3年生については新家・吉野の両国民学校高等科から希望者を編入している。
翌1948年には、現在の名称・大阪市立野田中学校へと改称している。
学制改革と同時に発足した大阪市内の新制中学校は「区名＋創立順の番号」の仮称で出発し、1949年以降に学校所在地の地名などを取り入れた正式名称へと改称している。しかし福島区内の市立中学校3校については「区名＋番号」の仮称を採用せず、創立当初から地名などを取り入れた学校名称を採用した。

## 年表
- 1947年4月1日 - 大阪市立新家中学校として開校。
- 1948年4月1日 - 大阪市立野田中学校に改称。
- 1950年9月3日 - ジェーン台風で校舎被災し、臨時休校。
- 2016年 - 校舎外壁工事

## 通学区域
- 大阪市立吉野小学校・大阪市立大開小学校の通学区域。

## 交通
- 大阪環状線 野田駅・地下鉄千日前線 玉川駅 西へ約900m。
- 大阪環状線・桜島線（JRゆめ咲線）、阪神なんば線 西九条駅 北東へ約800m。
- 阪神本線 野田駅・地下鉄千日前線 野田阪神駅・JR東西線 海老江駅 南西へ約1.1km。
- 大阪シティバス　野田中学校前バス停、野田六丁目バス停。